# Hollandse identiteit
De Hollandse identiteit is een geschiedkundig, cultuursociologisch en etnologisch vraagstuk dat behandelt in hoeverre aan de bewoners van het gewest Holland een gemeenschappelijke identiteit kan worden toegeschreven. Dit vraagstuk is mede van belang voor dat van de etnogenese van de Nederlanders.

## Prehistorie, Romeinse tijd en vroege Middeleeuwen
Het is problematisch hoever men terug moet gaan om een eerste gemeenschappelijke Hollandse identiteit te kunnen vinden. Er is geen culturele continuïteit geweest die zich duizenden jaren uitstrekt. De bewoning van voor de Romeinse periode is van weinig belang voor de vraag naar de historische achtergrond van de Hollandse identiteit.
Uit de Romeinse tijd, de eerste periode waaruit wij geschreven bronnen hebben, worden verschillende Germaanse stammen vermeld: de Frisii Maiores ("Grote Friezen"), de Frisii Minores ("Kleine Friezen") vlak ten noorden van de Rijn, de Civitas Cananefatium (Kaninefaten) ten zuiden daarvan en (wellicht nog zuidelijker) de Frisiavones. Er was wellicht sprake van een vestiging van mensen uit andere delen van het Romeinse Rijk; ook de Kaninefaten vestigden zich in die tijd in het gebied; hun bestuurscentrum Forum Hadriani kreeg in 150 of 151 stadsrechten. De Bataven hadden kennelijk weinig met het kustgebied te doen: zij vestigden zich in het oostelijke rivierengebied bij Nijmegen. In een gebied dat tegenwoordig ongeveer met Noord-Brabant samenvalt, worden in de 4e eeuw door de Romeinen de eerste Franken als foederati binnengelaten.
In de late keizertijd raakte het gebied in de 3e en 4e eeuw grotendeels ontvolkt; na 260 valt de Romeinse militaire bescherming weg; grote groepen Franken houden er plundertochten. Tijdens en na de Grote Volksverhuizing worden in de 5e en 6e eeuw Warnen, Herulen, Juten en Zwaben als inwoners genoemd, maar geen Friezen. In de 7e eeuw worden weer, en nu als enige bevolkingsgroep, Friezen vermeld. Door de ontvolking is het problematisch of het hier om dezelfde groep gaat. Een immigratie van Angelsaksen lijkt gezien archeologische vondsten waarschijnlijk. Wellicht waren dit de "Nieuwe Friezen".
In de traditionele historiografie beweerde men dat het gebied in de 7e eeuw deel zou uitmaken van een Groot-Fries koninkrijk, maar het is de vraag of hiervan echt sprake was. Al vanaf dezelfde eeuw vindt er een Frankische expansie plaats vanuit Utrecht, die een politiek karakter draagt — het Frankische rijk breidt zich naar het noorden uit en onderwerpt het gebied in de 9e eeuw nominaal — maar waarbij het problematisch is in hoeverre dit samenvalt met een etnische tegenstelling en Frankische immigratie, zoals dit traditioneel beschreven wordt.
Wat later in de 9e eeuw vinden invallen van de Noormannen plaats waardoor het gebied deel uit gaat maken van het kustrijk van de Deen Rorik. Er schijnt echter geen kolonisatie van Vikingen te zijn geweest zoals in Engeland. Wel komt hieruit het Graafschap Holland voort, als onderdeel van het Oost-Frankische Rijk, met als eerste graaf Dirk I, wellicht de zoon van de Fries Gerulf. Dit begin van politieke eenheid leidt echter nog niet meteen tot een gemeenschappelijke identiteit; pas vanaf de 11e eeuw wordt "Holland" een betekenisvol begrip voor de bewoners; dan pas duikt dat woord in de bronnen op. Tot die tijd worden de bewoners "Friezen" genoemd en hun taal het "Fries". De graven bleven zich na 1196 "Heer van Friesland" noemen. In een gedeelte van het gebied was Fries zeker de spreektaal, maar daarvoor bestaan sterkere aanwijzingen voor het gebied dat nu Noord-Holland heet dan voor de zuidelijker streken: de eerste geschriften van het Middelnederlands uit dit gebied in de 13e eeuw laten een stedelijke taal zien, het Hollands, die Nederfrankisch is. Of dit komt doordat de Friezen of "Nieuwe Friezen" weer verdreven zijn dan wel geassimileerd door een Frankische immigratie vanuit het zuiden, of dat alleen de stedelijke elite die taal gebruikt, is onbekend. In ieder geval is West-Friesland in die tijd nog zuiver Fries. Wanneer in de negentiende eeuw het moderne dialectonderzoek begint, tonen vele dialecten aan de kust en ten noorden van het IJ de duidelijke resten van een eerdere Friese taal.

## Late Middeleeuwen en vroege 16e eeuw
In de late Middeleeuwen was er een geleidelijke expansie en consolidatie van het graafschap. In de 12e en 13e eeuw worden er campagnes gevoerd om West-Friesland maar ook de gebieden ten oosten van de Vlie te onderwerpen. Vanaf 1396 doet Willem IV van Holland zelfs een poging heel Friesland te onderwerpen. De tegenstellingen met dat gewest zijn dan al zo groot dat het als "erfvijand" kan worden omschreven. Vanaf de 13e eeuw wordt het graafschap gelegitimeerd door een eigen geschiedschrijving in het Hollands. Zo ontstond aan het eind van deze periode een Hollandse identiteit, hoewel de Hollander vele banden en identiteiten bezat, waarvan vooral die van zijn dorp of stad duidelijk geuit wordt.
In de 15e eeuw wordt Filips de Goede graaf van Holland en gaat het graafschap deel uitmaken van het Bourgondische Rijk. Voor de Bourgondiërs en hun opvolgers de Habsburgers was vooral de sterke Hollandse vloot belangrijk in de strijd tegen Gelre en Friesland. Het conflict met deze gewesten leidde tot een hechter Hollands gemeenschapsgevoel. In een poging de efficiëntie van het bestuur te vergroten, werden er speciale gewestelijke instellingen gecreëerd, overigens voor Holland en het veel kleinere Zeeland samen: de Hoge Raad van Holland, Zeeland en West-Friesland (Vanaf 1473 was de Grote Raad van Mechelen het hoogste rechtscollege van het graafschap Zeeland. Na 1587, voor het gewest Zeeland, de Hoge Raad in Den Haag) en de Rekenkamer van Holland en Zeeland (na 1596 kreeg Zeeland een eigen Rekenkamer); dit leidde dus juist tot een gewestelijke integratie en een grotere eenheid van Holland zelf. Zo voerde de Raad van Holland tussen 1438 en 1441 zelfstandig een oorlog tegen de Hanze. In de 15e eeuw vindt er ook een sterke verstedelijking van het gebied plaats.
In de 16e eeuw publiceert de Hollandse kanunnik Cornelius Aurelius de Divisiekroniek waarmee hij de "Batavenlegende" creëert, die de Hollanders een mythische gemeenschappelijke afkomst van de Batavieren uit de
Romeinse tijd verschaft, in navolging van Erasmus van Rotterdam. Anders dan de eerdere geschiedschrijving die het graafschap als zodanig wilde legitimeren, werd de bevolking nu als een natie van Hollanders voorgesteld. Aurelius schiep dus een eigen patria-concept; de gewestelijke eenheid komt tot uitdrukking in een Holland voorgesteld als vaderland van een Hollands volk. Deze voorstelling van zaken vond in zijn eigen tijd weinig weerklank; de Geldenaar Gerard Geldenhouwer, die de Bataven voorstelde als grondleggers van een gemeenschappelijke Nederlandse identiteit, kreeg veel meer navolging.
In 1548 wordt Holland toegevoegd aan de Bourgondische Kreis van het Heilige Roomse Rijk.

## Holland als kerngewest van de Republiek
In het begin van de opstand tegen de Habsburgers, de Tachtigjarige Oorlog, werd de provincie Holland in 1572 de machtsbasis van de opstandelingen. Binnen de Unie van Utrecht van 23 januari 1579 vormde zij het dominante gewest en de unie kan mede gezien worden als een militaire alliantie ter verdediging van Holland. Holland is tussen 1590 en 1650 economisch en politiek bijzonder succesvol en dit leidt zowel in binnen- als buitenland tot een krachtige beeldvorming over het gewest, dat voor externe en interne waarnemers een typische eigenheid lijkt te bezitten. De 17e-eeuwse Hollanders omhelzen de Batavenmythe en identificeren zich met de Batavieren. De krachtige beeldvorming over Holland is tot op heden blijven bestaan maar gaat tegenwoordig gepaard aan een zwak gevoelde identiteit. Deze paradoxale combinatie roept de vraag op hoe zij verklaard kan worden
In het Interbellum van de 20e eeuw was de Groot-Nederlandse beweging invloedrijk waartoe ook de historicus Pieter Geyl behoorde. Geyl plaatste deze problematiek in het kader van de ontwikkeling van de Nederlandse identiteit: deze zou allereerst voortkomen uit de gedeelde Nederfrankische afkomst van Vlamingen, Brabanders en Hollanders die in tegenstelling gezien werd met de Saksische etniciteit van de oostelijke provincies, die meer gericht waren op hun stamverwanten in het oosten, het tegenwoordige (Noord-)Duitsland. Pas na de val van Antwerpen in 1585, toen tienduizenden zuidelijke vluchtelingen zich in de Hollandse steden vestigden, verschoof het Nederlandse cultuurcentrum naar het noorden. Daar veranderde de Groot-Nederlandse identiteit in een Noord-Nederlandse gebaseerd op Holland die zich geleidelijk naar de oostelijke gewesten uitbreidde, terwijl de tegenstellingen met het zuiden toenamen.
Later in de 20e eeuw wordt een interpretatie populairder als die van Jonathan Israel: Israël stelt dat een algemeen-Nederlandse identiteit in de 16e eeuw slechts door een heel kleine elite gevoeld werd maar dat Holland toen al eeuwenlang bezig was zijn macht over Friesland en het Oversticht te vergroten. De zogenaamde Bourgondische machtsuitbreiding daar zou in feite een Hollandse zijn. De Opstand vormde geen cesuur maar een voortzetting van dit proces en pas hierdoor werd een Nederlandse identiteit geschapen die samenviel met de Hollandse.
De historicus Willem Frijhoff geeft in het begin van de 21e eeuw een synthese van deze benaderingen waarin hij drie fasen onderscheidt: in de eerste, die van de concurrentie, is Holland in de 16e eeuw weliswaar belangrijk als machtscentrum maar rivaliseert dan nog met Vlaanderen en Brabant. Door de Opstand breekt de volgende fase aan: die van de autonomie, waarin Holland als nu soevereine staat een eigen zelfbewustzijn en identiteit ontwikkelt, zich uitend in onder andere de Bataafse mythe en de vorming van een eigen schrijftaal. Veel meer dan de andere gewesten is Holland geordend naar het model van de polis, de stadstaat. Vergeleken met de provincie Zeeland, die zich in ongeveer dezelfde geografische positie bevindt, zijn er duidelijke verschillen op politiek, economisch en religieus gebied zodat we bij Holland van een eigen cultuur kunnen spreken. Juist Hollands succes leidt dan tot de volgende fase: die van de normalisering, waarin gedurende de 18e eeuw de tegenstelling met de andere gewesten vermindert doordat de politieke dominantie van Holland vervangen wordt door een eenwording van de hele Republiek die dan Hollands eigenheid overneemt.
De vervlakking van de cultuurverschillen in de 18e eeuw riep ook een reactie op, vanuit een nostalgisch verlangen naar de oorspronkelijke "zuivere" Hollandse cultuur die men vooral nog op het platteland meende te vinden; de steden zouden te veel "verbasterd" zijn door de immigratie. In de Hollandse steden was er een sterk sterfteoverschot en ze verloren ook veel mensen aan emigratie: tussen 1600 en 1800 moeten een miljoen mensen van buiten Holland geïmmigreerd zijn om de stedelijke bevolking van ongeveer een half miljoen daar op peil te houden. De totale migratie bedroeg 1,2 miljoen. Ongeveer 600.000 daarvan kwamen van buiten de Nederlanden. Hiervan waren er 450.000 arbeidsmigranten en 150.000 vluchtelingen. 200.000 kwamen van het Hollandse platteland en 400.000 uit de rest van de republiek. Bekend zijn daaronder de 40.000 calvinistische hugenoten die na 1685 uit Frankrijk verdreven worden door de opzegging van het Edict van Nantes, maar de meeste kwamen oorspronkelijk als arbeidsimmigrant uit Duitsland. Dit aantal is zonder de vele trekarbeiders en zo'n half miljoen buitenlandse zeelui die door de VOC en de marine in dienst werden genomen. Deze stroom verminderde weliswaar in de tweede helft van de 18e eeuw en er vond met uitzondering van de kleine groep joden — waarvan de assimilatie actief werd verhinderd, — ook geen minderheidsvorming plaats maar toch werd de ontwikkeling als zo bedreigend ervaren dat sommigen de eigen identiteit gingen beklemtonen.
De eerste die dit op meer systematische wijze deed was de patriot Willem Anthonie Ockerse in zijn Ontwerp tot eene algemene characterkunde (1788-1797). Hij betreurde voor de Republiek de "vermenging van bloed" en de "gevaarlijkste graad van volksverbastering" waardoor de Nederlanders de "Apen van Europa" waren geworden. De moreel verdorven steden stelde hij tegenover het onbedorven platteland dat nog zijn pure Bataafse aard had behouden. Ockerse ging daarbij echter uit van de culturele eenheid van alle Noordelijke Nederlanden. De eerste die een wetenschappelijke analyse maakte van het "volkseigene", zoals hij dat noemde, van de Hollanders als zodanig, was de Leidenaar Johannes le Francq van Berkhey in zijn Natuurlyke historie van Holland (1769-1811) waarin hij op basis van langdurig persoonlijk onderzoek een etnografische beschrijving gaf van de "oorspronkelijke" bewoners van het gewest Holland, die ook hij weer als nakomelingen van de oude Batavieren zag. Le Francq wordt daarom wel gezien als grondlegger van de volkskunde in Nederland. De beginnende stromingen van Romantiek en nationalisme leidden tot een zoektocht naar een, geïdealiseerd als edele wilde voorgestelde, "oer-Hollander", die men vooral denkt te vinden op het geïsoleerd liggende eiland Marken.

## Holland als deel van de eenheidsstaat
In de Franse tijd wordt Holland van een soeverein gewest binnen een, althans formeel, losse confederatie, een provincie van een eenheidsstaat. De dominantie van het gewest is dan al zo vanzelfsprekend dat men naar de Bataafse mythe teruggrijpt om in 1795 de Bataafse Republiek haar naam te geven en dat de eerste napoleontische monarchie het Koninkrijk Holland heet, ook al beslaat dit het oppervlak van alle provincies. In de oude Republiek bestond er nog geen algemeen Nederlands staatsburgerschap; wie ambten wilde uitoefenen in een andere provincie moest zich daar eerst laten naturaliseren. De eenheidsstaat leidt tot een formele nationaliteit.
In hetzelfde jaar dat Napoleon definitief wordt verslagen, 1815, komt het Verenigd Koninkrijk der Nederlanden tot stand, een samenvoeging van de Noordelijke en de Zuidelijke Nederlanden. De nationale eenheid daarvan was echter niet groot, zoals bleek bij de Belgische Opstand van 1830. De scheiding tussen de strijdende partijen valt dan niet eens aan de oude grens van de Republiek maar wordt langs godsdienstige lijnen getrokken: de protestanten steunen enthousiast het centraal gezag in Holland, de katholieken in Noord-Brabant, Zeeuws-Vlaanderen, Gelderland en zelfs Twente deserteren massaal of worden uit voorzorg niet eens gemobiliseerd; door speciale inlegering van regeringsgetrouwe troepen onderdrukte men daar de opstandige geest. Limburg, dat voor 1815 grotendeels tot andere staten dan de Republiek behoorde, schaarde zich aan de zijde der opstandelingen en maakte met uitzondering van Maastricht tot 1839 deel uit van België. Zelfs daarna was er een separatistische beweging actief, die aansluiting zocht bij Duitsland; de provincie maakte tot 1867 ook deel uit van de Duitse bond.
Rond 1850 waren de Nederlanders in hun eigen beleving nog niet één natie. Daarna zou het land tot een grotere eenheid gebracht worden door een geleidelijk proces van integratie: politiek, economisch en vooral cultureel. Dit proces draagt ook het karakter van een modernisering waarvan de steden in Holland het centrum zijn. Een belangrijk instrument van die eenwording was het Hollands, niet de streekdialecten van Holland maar de taal van de Hollandse stedelijke elite met zuidelijke elementen die door het massaonderwijs het Standaardnederlands van de hele natie wordt, eerst als schrijftaal, dan als spreektaal. Dat laatste is een zeer langzaam proces geweest: nog in 1900 gebruikte maar zo'n drie procent van de bevolking het Standaardnederlands als gewone omgangstaal; daarna ging door de invoering van de leerplicht in 1901 de verandering sneller maar zelfs in 1950 sprak nog ruim de helft normaliter in het plaatselijke dialect. De verbreiding van de standaardtaal is wel de "Hollandse expansie" genoemd, maar het tastte ook de Hollandse streekdialecten aan.
De succesvolle cultuurexpansie vanuit Holland roept een tegenbeweging op in de overige gewesten: het regionalisme. De bedreigde groepsidentiteit aldaar wordt versterkt door zich af te zetten tegen de Hollanders aan wie men in een mentale geografie allerlei karaktereigenschappen toeschrijft. De Hollanders zelf herkennen zich echter niet in deze stereotypering; ze hebben geen Hollands zelfbeeld maar voelen zich gewoon Nederlander; hun subjectieve lokale identiteit is niet gewestelijk bepaald maar door het engere gebied van streek of stad. Dit wordt ook weerspiegeld in de opvattingen van de sociale wetenschappers: in 1925 vond geograaf Hendrik Blink dat alle andere gewesten wel een eigen "volkskarakter" hadden, maar Holland niet; daar zag hij voornamelijk tegenstellingen tussen West-Friesland, het "Frankische" middendeel en de meer aan Zeeland verwante Zuid-Hollandse eilanden. De Nederlandse historici werkten rond 1900 vanuit een sterk hollandocentrisme maar niet door de aandacht expliciet op het gewest te richten: men zag geen tegenstelling meer tussen Holland in het bijzonder en Nederland in het algemeen. Zo leverden ze een bijdrage aan het proces van natievorming door de continuïteit tussen het roemvolle Holland ten tijde van de Republiek en de latere onaanzienlijke Nederlandse natiestaat te beklemtonen. Bij de kunsthistorici is het niet anders: De schilderkunst uit de Gouden Eeuw wordt weer gezien als ontspruitend aan de "Hollandse volksaard" — de kunst die daaraan niet beantwoordt negeert men. De oprichting van historische verenigingen die specifiek op Holland waren gericht, liep achter bij de overige gewesten.
Terwijl het zelfbeeld van de Hollanders zwak is, ontstaat er in het buitenland juist een sterke beeldvorming over Holland. Dóór buitenlandse kunstenaars en geleerden en vóór buitenlandse toeristen werd een krachtig stereotype geschapen waarin vooral de uiterlijke klederdracht van de als exotisch ervaren vissersdorpen en bepaalde vermeende innerlijke eigenschappen van het gewest als geheel, zoals properheid (of negatief bekeken: dwangmatige schoonmaakwoede) samenkomen. Die typische Hollandse eigenschappen worden echter op Nederland als geheel geprojecteerd, zodat ook extern Holland en Nederland samenvallen.

## Recente ontwikkelingen
In het recente verleden is de combinatie van sterke beeldvorming en zwak zelfbeeld blijven bestaan. Het externe beeld van Holland is krachtig gebleven: het "typisch Hollandse" wordt in het buitenland bewust ingezet bij de Holland promotion. In de andere gewesten heeft het regionalisme nog aan kracht gewonnen, een proces dat gesteund wordt door de vermindering van de macht van de eenheidsstaat door de grotere beleidsvorming op het niveau van de Europese Unie: op Europees niveau hebben het Nedersaksisch en het Limburgs de status van erkende streektaal verkregen, het Fries is sinds 1996 in de provincie Friesland naast het Nederlands een officiële bestuurstaal. Ook in Holland is er een toenemende aandacht voor het verleden en de tradities van het gewest. Die aandacht is echter sterker lokaal en op interne Hollandse tegenstellingen gericht dan op een tegenstelling met de andere gewesten, hoewel daar nog steeds sprake is van een anti-Hollands sentiment. Hollanders zien zichzelf niet als specifiek Hollander maar als Nederlander. Men bepleitte in 1945 geen terugkeer van Vlieland en Terschelling naar de provincie Noord-Holland, nadat die door de Duitse bezetter bij Friesland waren gevoegd. Evenmin is er de laatste jaren verzet tegen verlies van grondgebied aan Utrecht. Een etnisch verschil speelt een rol in de bepaling van de eigen identiteit ten opzichte van de nieuwe immigranten van na de Tweede Wereldoorlog. Ten dele vermengen de culturen van de nieuwkomers zich met die van de al aanwezige bevolking, ten dele is er sprake van een segregatie. Dit verschijnsel wordt soms problematisch gevonden, soms als een gunstige ontwikkeling beschouwd. Deze problematiek wordt echter opnieuw niet binnen het kader van een specifiek Hollandse identiteit ervaren; zolang die identiteit niet door grote externe gevaren bedreigd wordt, is het niet waarschijnlijk dat zij tot een expliciet referentiekader voor culturele identiteit wordt.